# Avaganapalli, Srinivaspur
Avaganapalli là một làng thuộc tehsil Srinivaspur, huyện Kolar, bang Karnataka, Ấn Độ.